# Большое Загорье (Новгородская область)
Большо́е Заго́рье — деревня в Солецком районе Новгородской области, входит в состав Дубровского сельского поселения.
Деревня расположена на западе Новгородской области, в 1 км севернее административной границы с Псковской областью, на реке Ситня (приток Шелони). Вблизи Большого Загорья находятся деревни: Жильско — на севере, Малое Загорье — на западе, Плосково и Быстерско на востоке, Витебско на юге.

## История
Впервые деревня Загорье (без прилагательного Большое) упоминается в писцовых книгах Шелонской пятины Новгородской земли 1498 года, относилась к Илеменскому погосту. В писцовых книгах 1581—1582 гг. упоминается о наличии в ней церкви.
В деревне сохранилось гумно, построенное ещё до коллективизации.